# 庆源府
庆源府，北宋时设置的府。
宣和元年（1119年），升赵州置，治所在平棘县（今河北省赵县）。下领七县：平棘县、宁晋县、临城县、高邑县、隆平县、柏乡县、赞皇县。辖境相当今河北省赵县、宁晋、高邑、柏乡、赞皇等县及临城、隆尧县北部地区。金国在天会三年（1125年），改置为赵州，后又改为沃州。